# Давидов Микола Львович
Микола Львович Давидов (нар. 27 липня 1860, с. Іванівка Олександрійського повіту Херсонської губернії — 6 січня 1930, м. Харків) — юрист, мировий суддя, дендролог, садівник, засновник парку «Веселі Боковеньки».

## Біографія
Микола Давидов народився 27 липня 1860 року, у селищі Іванівка Олександрійського повіту Херсонської губернії в родині поміщика-землевласника. 
Батько — Лев Іванович Давидов, полковник у відставці, поміщик, який мав 7600 десятин землі та до 80 кріпаків. Мати — поміщиця Анна Семенівна Плакса. 
Від шлюбу Льва Івановича та Анни Семенівни народився хлопчик, через хворобу мати не змогла годувати новонародженого, тому було вирішено, що годувальницею для Миколи стане Парасковія Арсентіївна Куделя. Її було переведено в панські покої. Парасковія Арсентіївна не тільки годувала панича до дворічного віку, а й була його нянькою до 7 років. Своїми розповідями, піснями, чуйним ставленням і непідкупною любов'ю годувальниця виховувала у хлопцеві не лише дбайливе ставлення до інших, а й любов та повагу до селян. 
До 10 років панича виховували бони, гувернери, вчителі. Також Микола знаходив нагоди спілкуватися з однолітками-селянами. Відвідував свою виховательку Параску Арсентіївну, котра розповідала про те, що народиться на землі така людина, яка створить колись рай, де будуть рости дерева з усього світу, а люди будуть дивитись на нього й забувати горе. 
З 1860-х років Микола Давидов навчався в Одеській чоловічій гімназії, закінчив із золотою медаллю. 
У 1874 році панич повертається до родинного маєтку. Батько зібрав сімейну раду, на якій вирішувалася подальша доля Миколи Давидова. Лев Іванович та дядьки по матері наполягали на тому, щоб «спрямувати Миколу військовою лінією, й таким чином продовжити армійську традицію дворянського роду Давидових», але Анна Семенівна була категорично проти того, щоб її єдиного сина віддали до військового училища. За сприяння свого дядька князя Ераста Андрійовича Кугушева матері вдалося залишити сина в цивільному званні. 
У 1881 році Микола Львович вступив до Московського університету на юридичний факультет, але не закінчив його. З часом навчання продовжив в Одеському університеті. Згодом «молодий правник із срібною медаллю в кишені повернувся в рідну степову Іваніку». 
У 1884 отримав місце мирового судді в містечку Братолюбівка Олександрійського повіту Херсонської губернії (нині село Братолюбівка Долинського району на Кіровоградщині).
У 1923 році Микола Давидов звертається до Долинського районного виконавчого комітету з клопотанням про дозвіл повернутися в Іванівку. Комісія задовольнила прохання природолюба, і він має змогу повернутися до свого дітища. У цей же рік директором дендрологічного парку було призначено М. Давидова, на цій посаді він пропрацював шість років, та згодом змушений був переїхати до Харкова. 
1928 рік — Миколу Давидова призначають інспектором лісів Українського науково-дослідного інституту лісового господарства. У цьому році М. Давидов видає наукову роботу «Нарис Весело-Боковеньківського дендрологічного парку», передмову до якої написав Г. М. Висоцький. У праці автор детально розкриває ідею, яку було покладено в основу планування парку. 
У 1930 році парк стає опорною базою Українського науково-дослідного інституту лісового господарства і агромеліорації ім. Г. М. Висоцького. 
М. Давидов помер 6 січня 1930 року на 70 році життя під час відрядження на станції Люботин. Усі витрати, пов'язані зі скромним похороном засновника дендропарку, взяв на себе Никон Миколайович Кисилевич. Поховали М. Давидова на Холодній горі в м. Харкові. Могила не збереглася.
М.Л. Давидов особисто розробляв проекти парків в містах Долинська та Кривий Ріг.

## Історія заснування парку
Дворянин, український поміщик, взяв на себе нелегку працю — створити дендрологічний парк, і, як свідчить історія, це йому справді вдалося. Девізом життя Миколи Давидова було — «Все — для парку!»

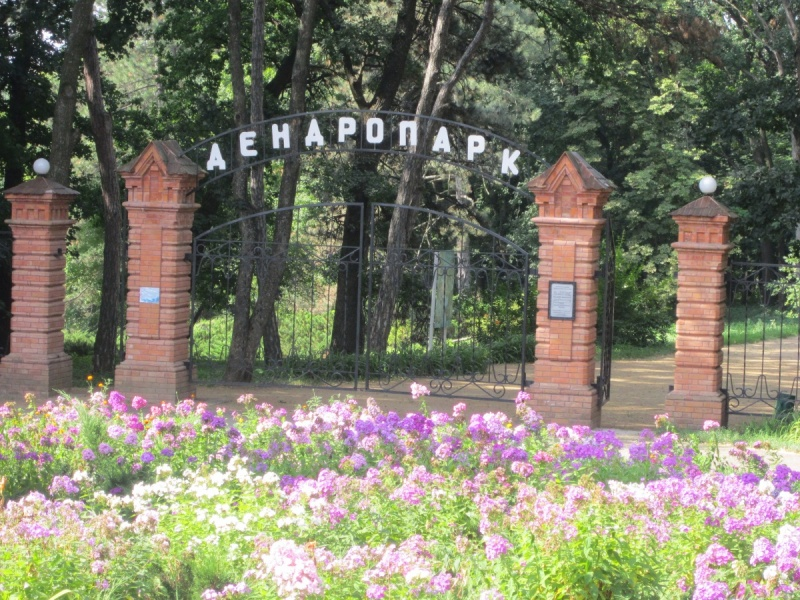
Веселі Боковеньки

«Складання проекту, планування та розробка парку обійшлася Миколі Давидову в 200 тисяч рублів золотом. У цілому на парк він витратив один мільйон чотириста п'ятдесят тисяч карбованців». 
Ідея створити парк на батьківських землях нав'язливо переслідувала його зі студентських років. Під час канікул Микола Давидов займався вивченням місцевості, робив проби ґрунтів та читав багато літератури з садово-паркового мистецтва, а також багато подорожував. Він побував у багатьох містах Московії, на Кавказі, в Криму, їздив за кордон у Німеччину, Францію, Італію, Англію, Данію, де бачив різноманітні сади та парки. Побачене вразило юного природолюба і він замислився над створенням власного парку. 
«Вирішальний вплив на життєвий вибір М. Давидова справила сім'я землевласника-новатора Кефали, яка в с. Олександрівці, що межує з с. Іванівка, в другій половині ХІХ століття вибудувала й випестила найкращі в Олександрійському повіті парк і сад площею насаджень близько 40-а десятин». 
На час повернення Миколи Львовича з навчання господарством займався батько, він і слухати не хотів вигадок сина про створення парку на території маєтку. Пройшло багато часу, поки молодий панич таки переконав родину в доцільності своєї мети. Батько лише махнув рукою і сказав: «Роби, Господи, що хочеш». Отримавши своєрідне батьківське благословення, М. Л. Давидов вирішив: "парк матиме сучасний європейський вигляд, це буде так званий модерний «природний стиль». 
Для того щоб побудувати парк, потрібні неабиякі знання, проте відомо, що спеціальної освіти М. Давидов не мав, та це не зупинило наполегливого юнака, а навпаки, він самотужки швидко й успішно опрацював курси ботаніки, паркознавства, садівництва, дендрології. 
У його великій бібліотеці, що складалася з художньої літератури, філософії та інших галузей науки, особливе місце займав розділ по садівництву та дендрології рослинництва, який поповнювався майже щодня. Усі новинки надходили до нього разом з каталогами, цінниками, описом рослин. Микола Львович відмінно володів латиною, французькою мовою, досить вільно писав і розмовляв німецькою та англійською мовами, саме тому активно стежив за закордонними публікаціями. 
Давидов молодший оголосив конкурс на проект кращого декоративного парку. Першість одержав проект, розроблений молодим садівником, майбутнім творцем Давидовського парку Іполитом Васильовичем Владиславским-Падалкою. Автор проекту обрав природний стиль і найбільш вдало використав особливості іванівського ландшафту. За композиційну вісь була прийнята петляста річка Боковенька, а бугристий, пересічний рельєф із штучними водоймами, за задумом автора, мав послужити створенню привабливих краєвидів. 
Для втілення свого задуму в життя на запрошення М. Давидова в його віддалену маєтність має приїхати з Одеси художник-садівник Іполит Владиславський-Падалка, щоб розпочати в степу планування парку «Веселі Боковеньки». 
У 1891 році І. В. Владиславский-Падалка закінчує проект парку в 10 десятин, а до цього часу була закладена школа для дерев і чагарників, вибудована оранжерея, почалося викорчовування старого фруктового батьківського саду. 
«У Іванівці Давидов і Владиславський-Падалка спочатку ретельно підготували місце під майбутній парк — Регель навіть встиг прозвати їх за це варварами,— а лише після цього взялися до будівництва нового парку». 
Будівництво за проектом Іполита Васильовича розпочалося у 1893 році. У створенні парку активну участь брав видатний теоретик і практик садового мистецтва, автор капітальної праці «Витончене садівництво та художні сади» Арнольд Едуардович Регель, губернський лісничий А. А. Яцкевич. Ґрунтовні консультації надавали академік Г. М. Висоцький (в 1920-х роках) та відомий дендролог Є. Вольф. 

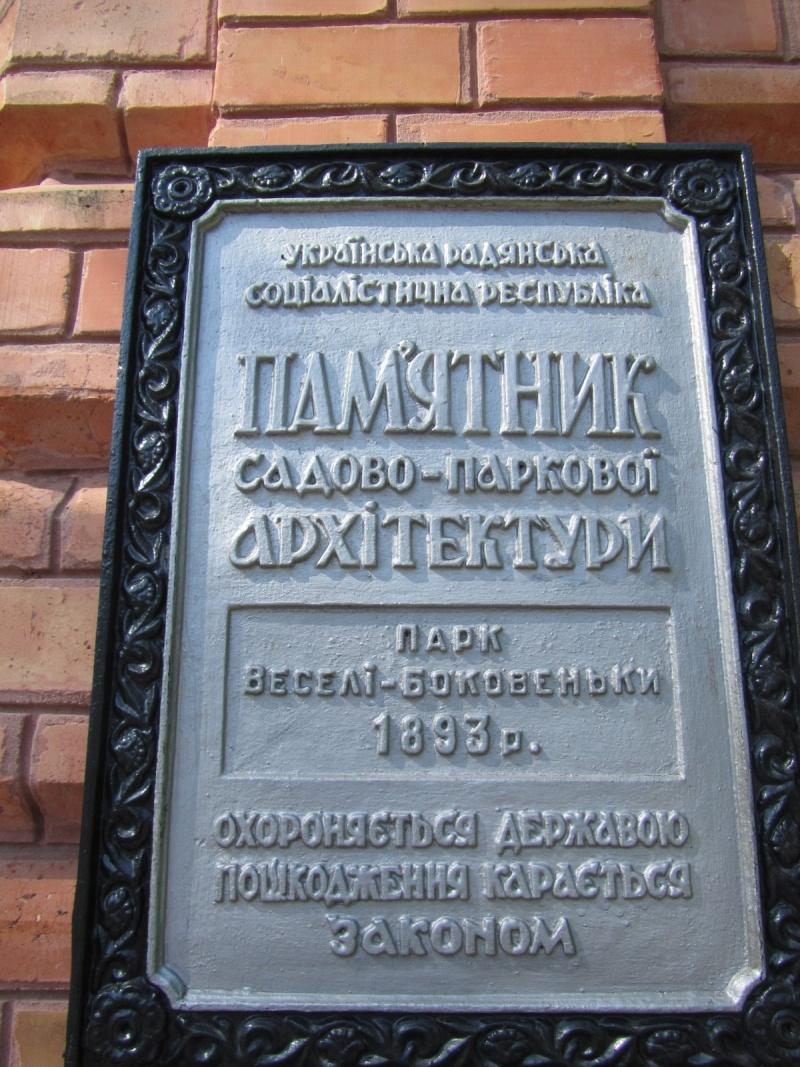
Veselibokovenki1

З усього світу завозив саджанці й насіння, запрошував спеціалістів, залучав до роботи селян. Сотні підвід, запряжених кіньми й волами, працювали на будівництві. В перші роки були й удачі, й розчарування: одні дерева приживалися, інші — гинули. Часом здавалося, що взявся за справу непосильну, що ніколи не подолати труднощів, пов'язаних із збереженням життя завезених насаджень. Величезної мужності коштувало Давидову, щоб іти назустріч мрії, долаючи перешкоди і невдачі. Нарешті досяг мети — у колись безлісому голому степу на березі степової річечки Веселі Боковеньки постала дивовижної краси оаза. 
Поповнення паркових насаджень найінтенсивніше тривали в 1895—1904 роках, а в 1905—1906 рр. був застій в насадженнях парку через відсутність коштів. 
Під час заворушень 1905 року Микола Давидов не покидав своє дітище, лише на короткий час він виїжджав до Олександрії,Одеси, Єлисаветграда (нині Кропивницький). У парку в цей час активно йшла робота, дендрарій поступово розширював свої кордони щораз новими екземплярами. 
1912 рік — Давидов М. Л. продає частину орних земель й отримані кошти витрачає на розширення парку. 
До 1914 року проект було втілено в життя, відбувалося спостереження щодо акліматизації дерев. У 1916 році в конторі єкатеринославського нотаріуса М.Л. Давидов склав заповіт - після його смерті парк перейде у власність  географічного товариства. 

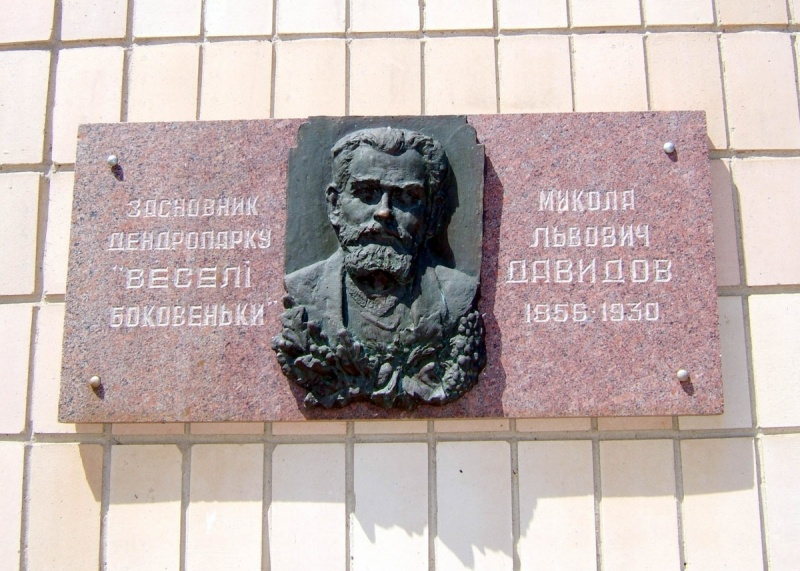
Меморіальна дошка у Веселих Боковеньках

Микола Львович перебував у парку до кінця 1917 року, а згодом змушений був виїхати до Одеси. Працює на одному із заводів лічильним працівником, активно підтримує зв'язок з мешканцями Іванівки, цікавиться життям парку. 
У 1922 році земвідділ Кривого Рогу прийняв Давидовський парк на баланс, як звичайну площу лісової ділянки, виділивши для цього платних працівників: одного наглядача і двох охоронців. 1923 рік — на базі парку створено дендрологічну дослідну станцію Всеукраїнського управління лісами, М.Л. Давидов призначений її першим завідуючим. 
У 1993 році парку присвоєно ім'я М. Л. Давидова та на його честь на адміністративному будинку відкрито меморіальну дошку.

## Галерея

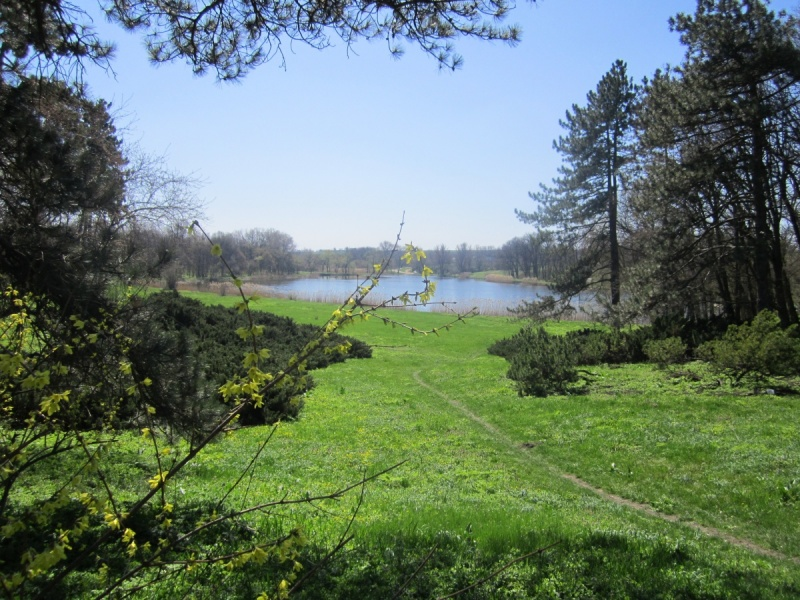
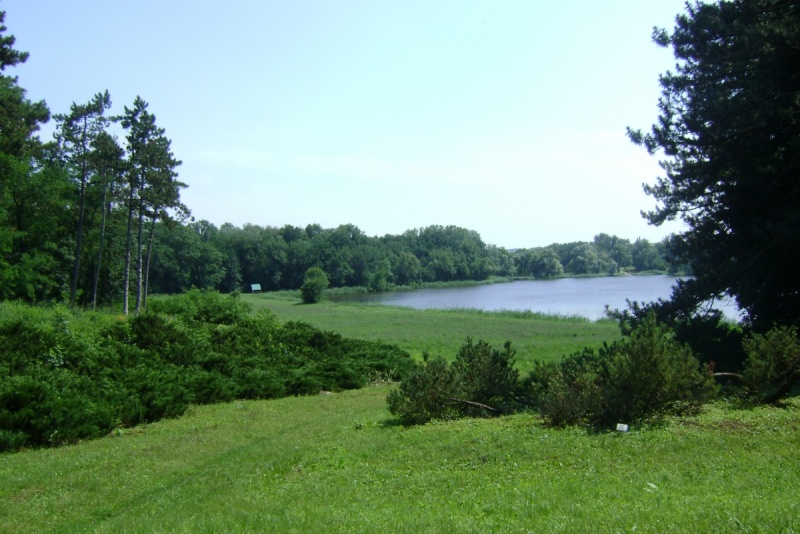
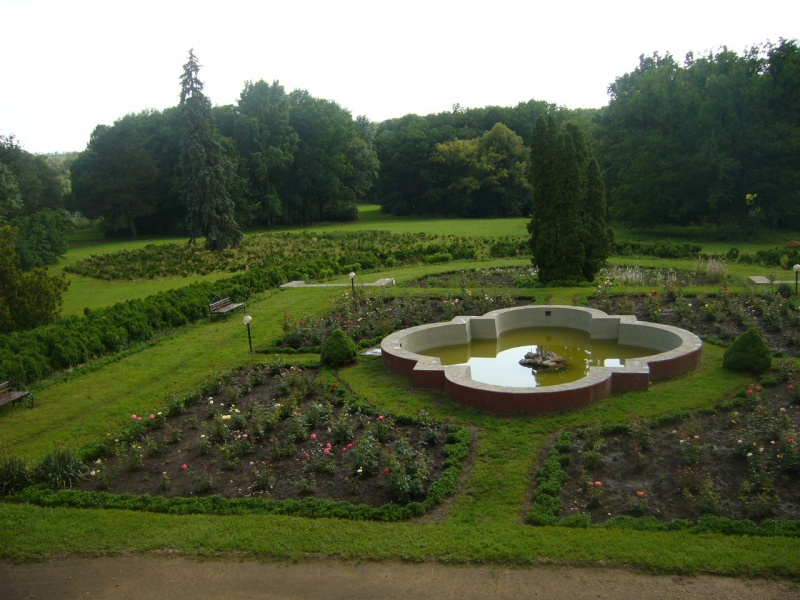
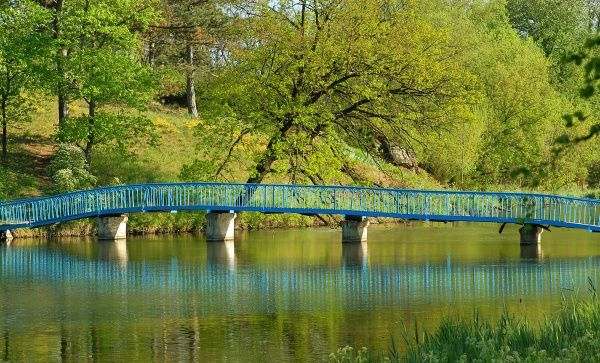
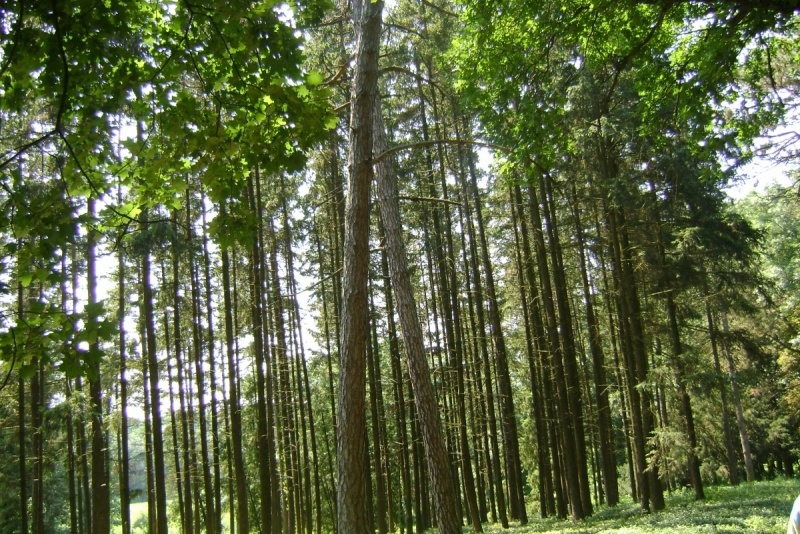
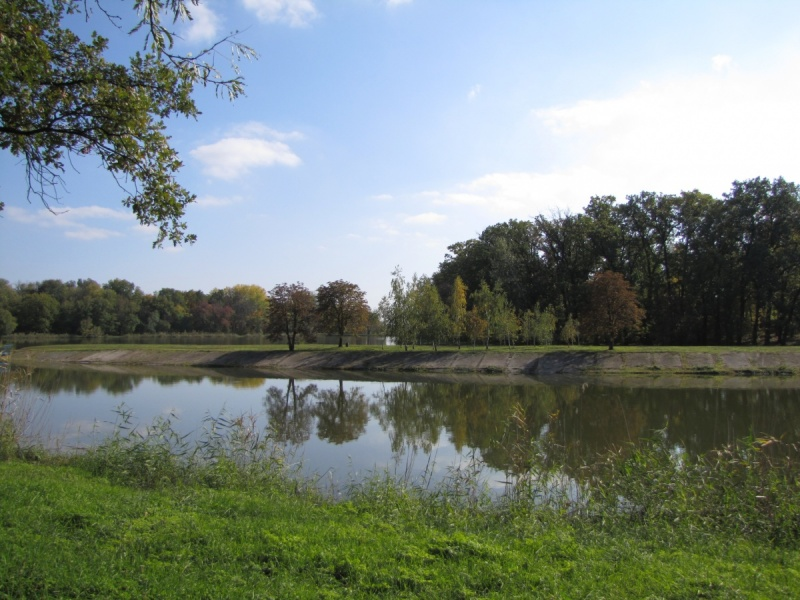
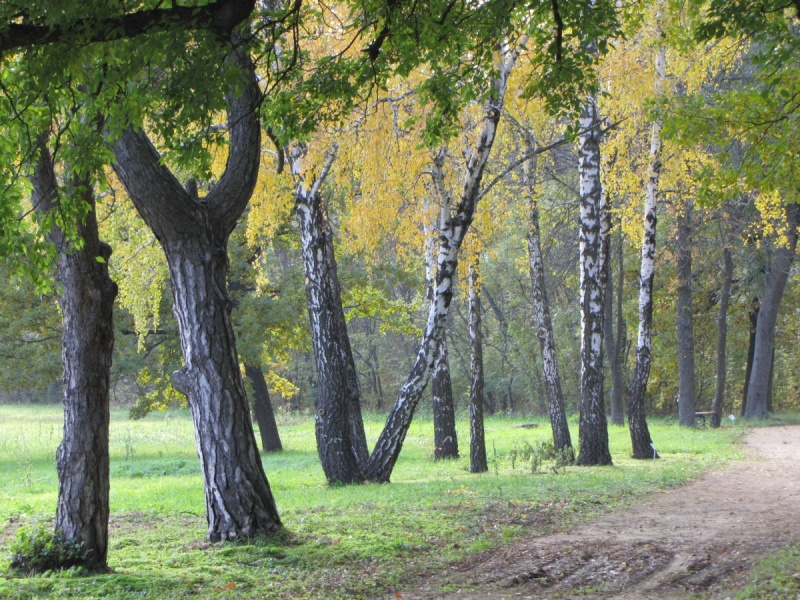